# Prix Bartholdi
Der Prix Bartholdi wurde erstmals 2001 in Colmar verliehen. Er ist benannt nach dem in Colmar geborenen Bildhauer Frédéric Auguste Bartholdi (1834–1904), dessen bekanntestes Werk die Freiheitsstatue in New York ist. Verleiher des Preises ist der Förderverein Promotion du Prix Bartholdi. Ihren Namen verdankt er dem in Colmar geborenen Bildhauer Auguste Bartholdi (1834–1904), dessen berühmtestes Werk die Freiheitsstatue in New York ist, die 1886 von Frankreich den Vereinigten Staaten zur Feier der französisch-amerikanischen Kultur angeboten wurde.

## Aufgabe
Der Prix Bartholdi macht es sich zur Aufgabe:
- Die internationale Ausrichtung der Studiengänge der oberrheinischen Hochschulen zu fördern
Der Prix Bartholdi möchte Studierenden den großen Bedarf elsässischer, badischer und Schweizer Wirtschaftsunternehmen an Nachwuchskräften mit ausgezeichneter fremdsprachlicher und interkultureller Kompetenz deutlich machen. Sein Ziel ist es, durch die Auszeichnung der besten im Anschluss an ein Auslandspraktikum entstandenen Praktikumsberichte zur Internationalisierung von Studium und Berufsausbildung in der Oberrheinregion beizutragen. 2019 startet ein neuer Video-Wettbewerb. Ziel dieses Wettbewerbs ist es, junge Menschen unter 25 Jahren zu ermutigen, erste berufliche Erfahrungen im Ausland zu sammeln: Praktikum, Job, Ausbildung. Im Jahr 2022 organisiert der Bartholdi-Preis nach der Gesundheitskrise einen neuen Wettbewerb, um Studenten durch die Vergabe eines Stipendiums zu ermutigen, ins Ausland zu gehen.
- Den Aufbau grenzüberschreitender bi- und trinationaler Studiengänge in der Oberrheinregion zu fördern
Alljährlich wird ein Preis an Projektgruppen oberrheinischer Hochschulen verliehen, die sich um die Einrichtung gemeinsamer, grenzüberschreitender Studiengänge verdient gemacht haben. Damit soll auf die Bedeutung solcher Studiengänge für die Oberrheinregion hingewiesen werden und die Schaffung weiterer gemeinsamer Studiengänge in verschiedenen Fachrichtungen angeregt werden. Dieser Preis wurde bis 2016 vergeben.
- Persönlichkeiten aus der Wirtschaft, der Politik oder dem universitären und kulturellen Bereich auszuzeichnen
Durch die Verleihung eines Ehrenpreises würdigt der Prix Bartholdi jedes Jahr eine Persönlichkeit, die sich in besonderer Weise um die grenzüberschreitende Zusammenarbeit verdient gemacht hat.

## Preisträger
Bi-/Trinationale Studiengänge
- 2003: Europäischer Studiengang Biotechnologie (Universitäten Basel, Straßburg, Freiburg und Karlsruhe)
- 2004: Mechatronik Trinational. (Universität des Oberelsass, Fachhochschule beider Basel und Berufsakademie Lörrach)
- 2005: Studiengang „Bauingenieur“ der Universität Straßburg, der Hochschule Karlsruhe sowie der Fachhochschule beider Basel.
- 2006: Deutsch-Französische, länderübergreifende Lehrerausbildung
- 2007: Studiengang „EUCOR Master in den Rechtswissenschaften“ (Universitäten Straßburg, Basel und Freiburg)
- 2008: Masterstudiengang „Deutsch-Französische Journalistik“ (Universität Straßburg (CUEJ) und Universität Freiburg (Frankreichzentrum))
- 2009: Trinationales Studienprojekt „Virtuelle Architektur-Hochschule Oberrhein“ (Ecole Nationale Supérieure d’Architecture de Strasbourg, Universitäten Karlsruhe und Freiburg, FHNW Basel, Hochschulen Rapperswil, Karlsruhe, Konstanz und Nürtingen)
- 2010: Trinationaler Studiengang „Joint Master in Neuroscience“ (Universitäten Straßburg, Freiburg und Basel)
- 2011: Trinationaler Studiengang „International Business Management“ (Université de Haute Alsace (Standort Colmar), Duale Hochschule Lörrach, Hochschule für Wirtschaft FHNW (Basel))
- 2012: Trinationaler Studiengang „Elektrotechnik und Informationstechnik“ (Institut Universitaire de Technologie de Haguenau, Hochschule Offenburg, Haute École ARC Neuchâtel)
- 2013: Trinationaler Studiengang „Information & Communication Systems (ICS)“ (Hochschule Furtwangen University (HFU), Université de Haute-Alsace Mulhouse (UHA), Fachhochschule Nordwestschweiz in Windisch)
- 2014: Binationaler Studiengang „Regio Chimica“ (Universität Freiburg und Universität Mulhouse)[1]
- 2015: Projekt Model United Nations Duale Hochschule Baden-Württemberg Lörrach
- 2016: EUCOR – der europäische Campus

Ehrenpreisträger
- 2001: Klaus Schulze (Director of Sales and General Manager of Business Advancement, Timken, Colmar) (posthum verliehen)
- 2002: Wolfgang Jäger (Rektor der Albert-Ludwigs-Universität Freiburg)
- 2003: Jean-Paul de Gaudemar (Ehemaliger Rektor der Akademie Straßburg)
- 2004: Noelle Lenoir  (Europaministerin Frankreich)
- 2005: Annette Schavan (Bundesministerin für Bildung und Forschung)
- 2006: Tomi Ungerer (Elsässischer Künstler)
- 2007: Peter Gloor  (Ehrenpräsident der Regio Basiliensis)
- 2008: Wolfgang Schäuble (Bundesminister des Innern)
- 2009: Lothar Späth (Ministerpräsident a. D. von Baden-Württemberg)
- 2010: Charles Buttner (Präsident des Generalrates des Oberelsass)
- 2011: Georg Endress (Gründer der Endress+Hauser Gruppe) (posthum verliehen)
- 2012: Martin Herrenknecht (Gründer der Herrenknecht AG)
- 2013: Anne Leitzgen (Chefin des Unternehmens Société Alsacienne de Meubles)
- 2014: Roland Mack (Mitgründer des Europa-Parks)
- 2015: Guy Morin (Regierungspräsident des Kantons Basel-Stadt)
- 2016: Die Träger von EUCOR
- 2017: Die Träger des Museums-PASS-Musées
- 2018: Willi Liebherr (Präsident von Liebherr)
- 2019: BioValley trinational
- 2020: Association pour l’œuvre du Docteur Albert Schweitzer, Gunsbach
- 2021: Andrea Elisabeth Knellwolf (schweizerische Politikerin)
- 2022: Trinationale Zusammenarbeit zwischen den Feuerwehren von Saint-Louis, Weil am Rhein und Basel
- 2023: Flughafen EuroAirport Basel-Mulhouse-Freiburg
- 2024: Hans Martin Tschudi (Regierungsrat des Kantons Basel-Stadt, Präsident der Oberrheinkonferenz)